# Thesium pubescens
Thesium pubescens är en sandelträdsväxtart som beskrevs av A. Dc.. Thesium pubescens ingår i släktet spindelörter, och familjen sandelträdsväxter. Inga underarter finns listade i Catalogue of Life.